# 壬生寺

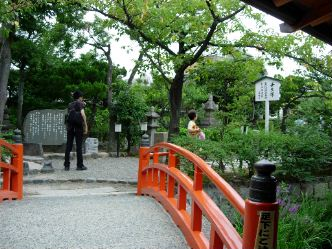
壬生塚

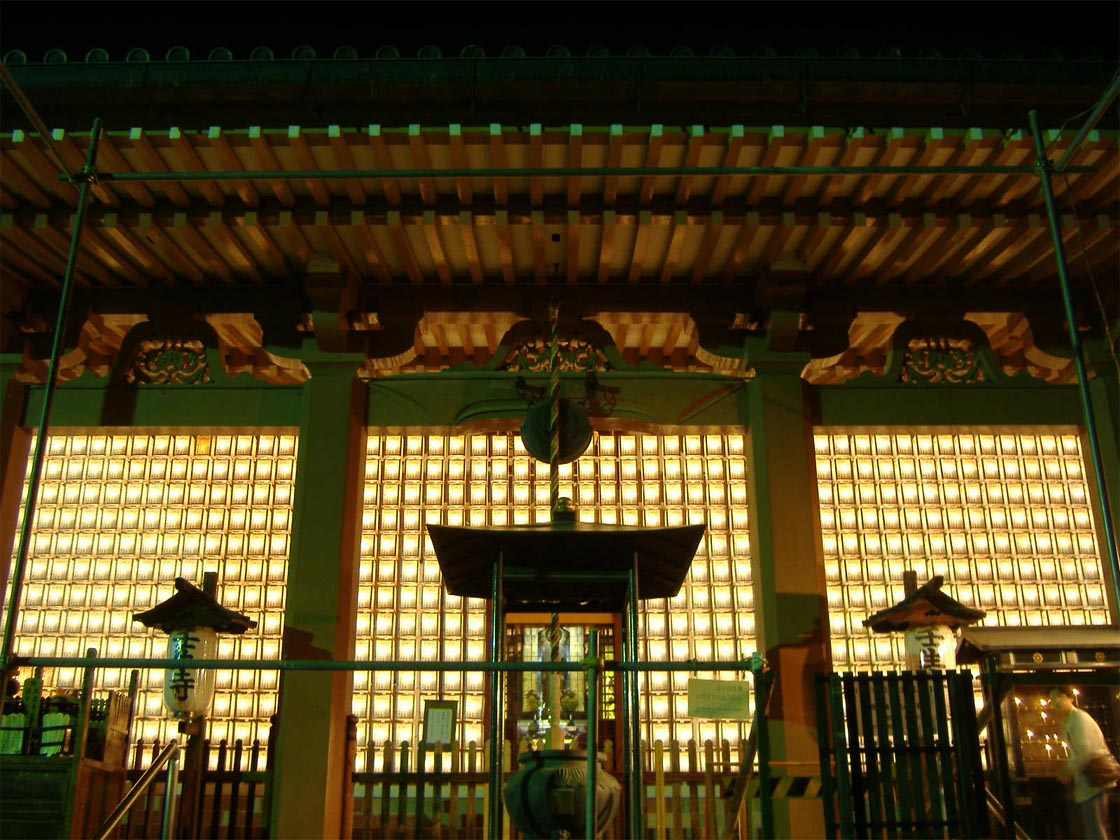
盂蘭盆の万灯会

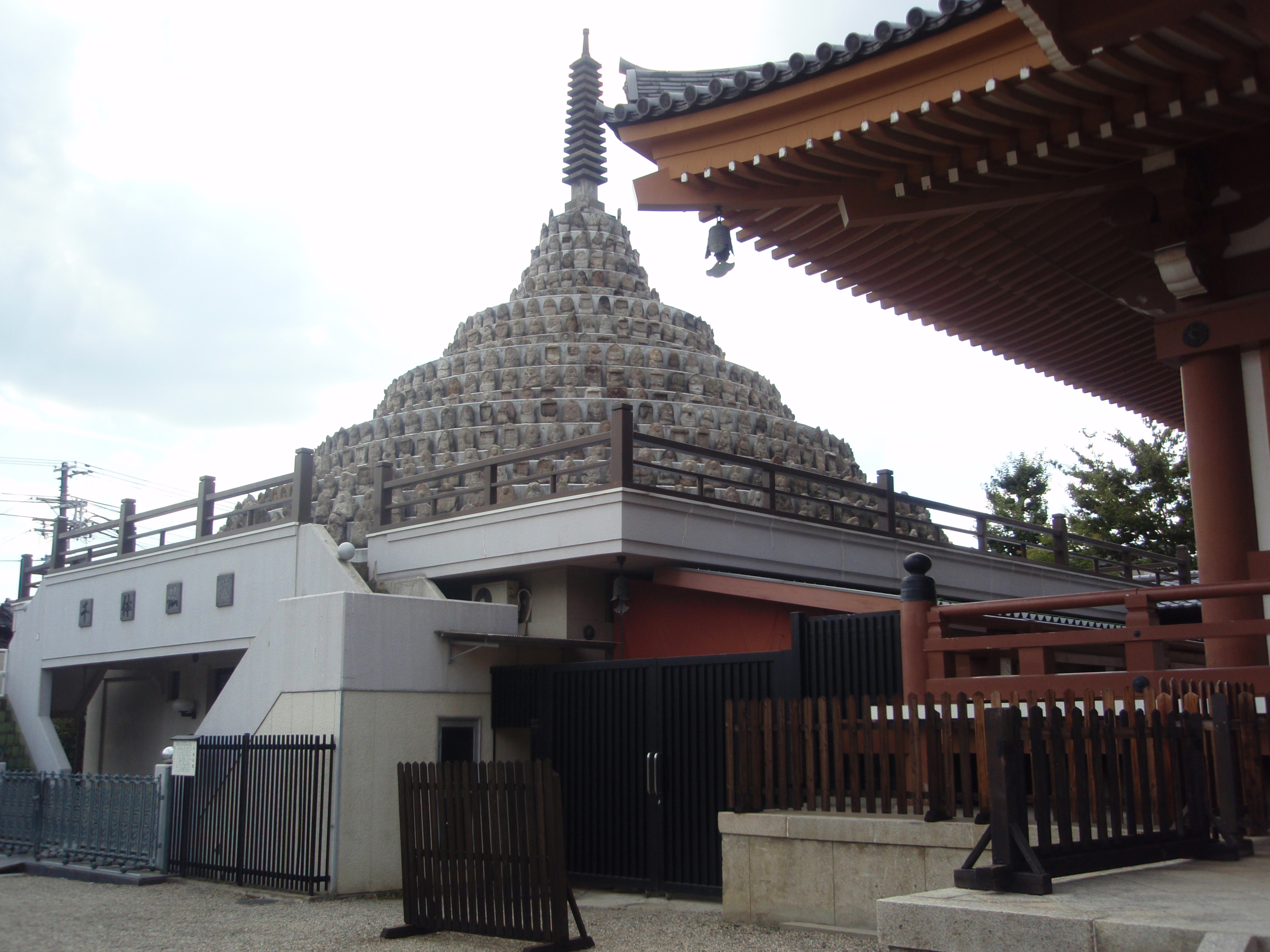
千体仏塔

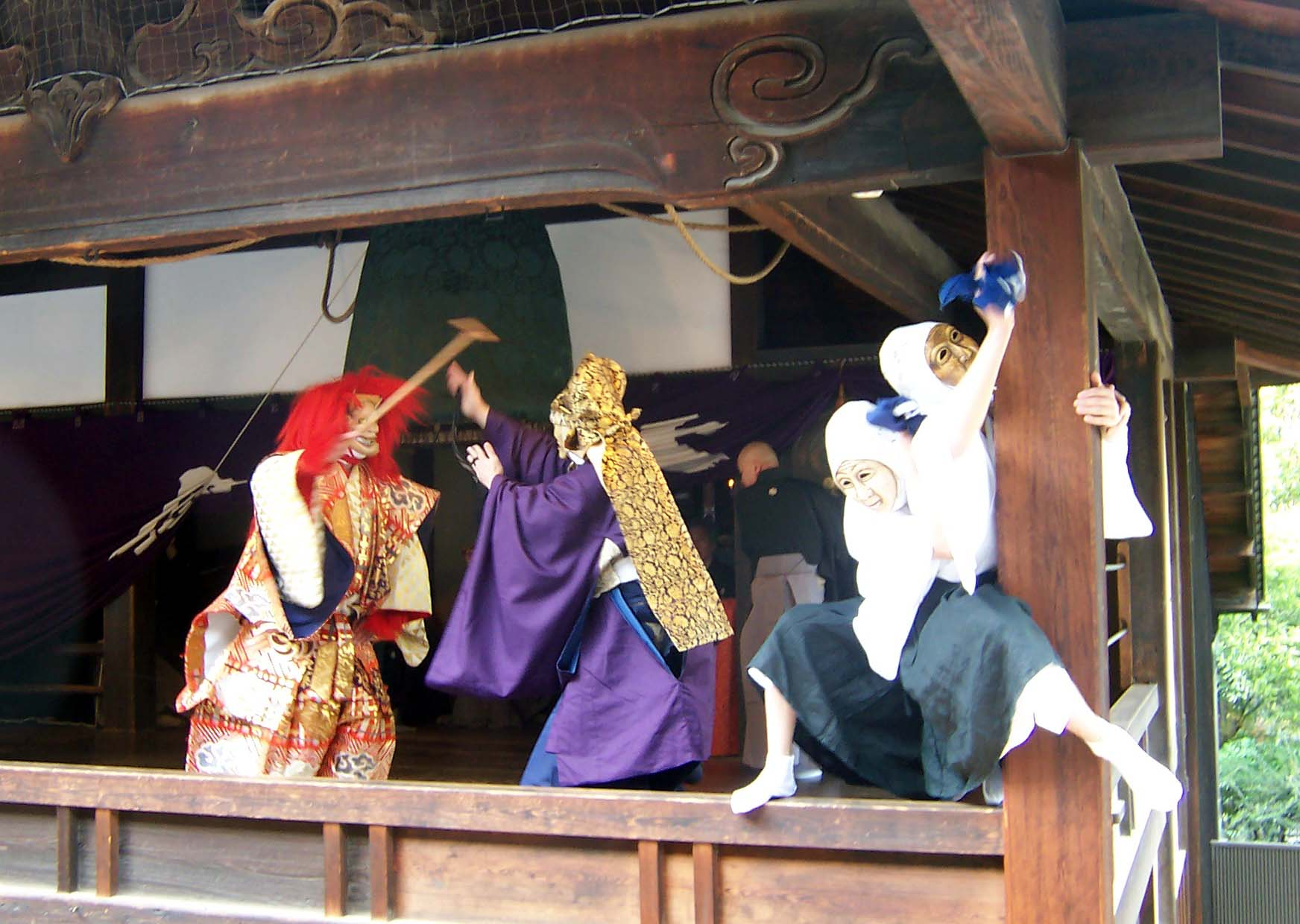
壬生狂言

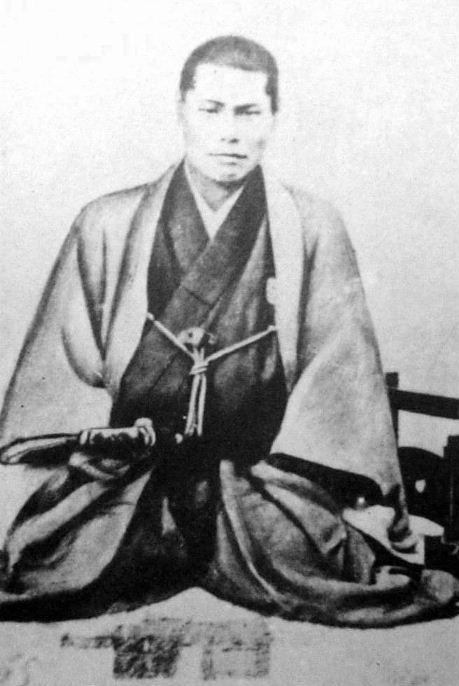
近藤勇像

壬生寺（みぶでら）は、京都市中京区壬生梛ノ宮町にある律宗の大本山の寺院。本尊は地蔵菩薩。開山は園城寺（三井寺）の僧快賢。中世に寺を再興した融通念仏の円覚上人が創始したとされる「大念仏狂言」を伝える寺として、また新選組ゆかりの寺としても知られる。古くは地蔵院、宝幢三昧寺、心浄光院と号した。京都では珍しい律宗（総本山は奈良・唐招提寺）寺院である。塔頭の中院（本尊・十一面観音）は洛陽三十三所観音霊場第28番札所。

## 歴史
園城寺（三井寺）の僧快賢が、正暦2年（991年）に自身の母のために定朝作の地蔵菩薩像を本尊として五条坊門壬生（現・壬生寺の東方）の地に寺院を建立した。寛弘2年（1005年）には堂供養が行われ、この時小三井寺と名付けられたという。承暦年間（1077年 - 1080年）に白河天皇の行幸があり、この際に地蔵院の寺号を賜ったといわれる。
建暦3年（1213年）、当寺の信者であった平宗平によって現在地に移される。しかし、正嘉元年（1257年）2月に火災によってすべての伽藍を焼失した。正元元年（1259年）、平宗平の子である平政平と律宗の僧で融通念仏も行っていた円覚上人によって復興され、寺名を宝幢三昧寺とし、以来当寺は律宗の寺院となった。また、次第に寺名は地名から壬生寺とも呼ばれるようになっていく。
大念仏会の際に上演される重要無形民俗文化財の「壬生大念仏狂言」（壬生狂言）は正安2年（1300年）に円覚上人が始めたものと伝えられる。
大永8年（1528年）2月、本堂と南門以外が壊れてしまったが間もなく復興された。
江戸時代に入っても庶民からの信仰は厚く、塔頭も地蔵院（現・本坊）、中之坊（現・中院）、南之坊、竹之坊、西之坊、梅之坊、東之坊、安養院、寂静庵、西岸庵、宝蔵坊、福乗坊があった。
天明8年（1788年）1月、天明の大火によって全山焼失してしまう。翌寛政元年（1789年）、新たに大念仏堂が建立されるとこれまで本堂で行われていた壬生大念仏狂言は以降は大念仏堂で行われるようになった。文化8年（1811年）、これまで南向きであった本堂が東向きとなって再建され、他の堂舎も次第に復興していった。
江戸時代後期の幕末には京都の治安維持を目的に活動した新選組（当初は壬生浪士組といった）の本拠地である屯所が壬生村の八木邸（当寺の北側）に置かれた。屯所が西本願寺に移転してからも当寺境内は引き続いて新選組の兵法調練場に使われ、武芸などの訓練が行われた。その縁で境内には局長近藤勇の銅像や、新選組隊士の墓である壬生塚がある（近藤勇の墓とされるものは、当寺以外にも会津若松市、三鷹市などに存在する）。
明治に入ると廃仏毀釈などの影響で塔頭は衰微し、中之坊（現・中院）しか残らなかった。
当寺旧本尊の地蔵菩薩半跏像（鎌倉時代後期の作）は、「壬生地蔵」、「延命地蔵」と呼ばれ信仰を集めていた。
しかし1962年（昭和37年）7月25日、放火により本堂、四天王像、金鼓とともに焼失。現在の本尊・地蔵菩薩立像は、火災後に本山の唐招提寺から移されたものであり、1967年（昭和42年）に本堂も復興した。

## 境内
- 本堂 - 1967年（昭和42年）再建[6]。扁額「地蔵尊」は小松宮彰仁親王の筆。
- 庭園（京都市指定名勝）
- 千体仏塔 - 1988年（平成元年）建立。パゴダ様式の仏塔に1,000体の石仏を円錐形に安置したもの。京都市内の地下鉄工事の際に出土したものである。本堂の南[7]にある。
- 南門
- 寺務所 - 本坊。
- グランドホーム ウェルエイジみぶ - 1992年（平成4年）開設。
- 壬生寺会館
- 壬生寺保育園 - 1950年（昭和25年）開設。壬生寺会館の1階に入っている。
- 大念仏堂（重要文化財） - 安政3年（1856年）再建。壬生狂言の舞台となっている。
- 三福川稲荷社
- 北門
- 水掛地蔵堂 - 弁天堂の西[7]にある。
- 弁天堂 - 1894年（明治27年）再建。阿弥陀堂の西[7]にある。
- 阿弥陀堂 - 2002年（平成14年）再建。一夜天神堂の西[8][7]にある。
- 壬生寺歴史資料室 - 阿弥陀堂の地下に設けられている。
- 壬生塚
  - 『あゝ新撰組』の歌碑 - 1999年（平成11年）に有志が建立。歌碑横にあるボタンを押すと3番までフルで聴くことが可能。
  - 近藤勇の遺髪塔
  - 近藤勇銅像
  - 土方歳三像 ｰ 2023年建立
  - 芹沢鴨の墓
  - 平山五郎の墓
  - 河合耆三郎、阿比留栄三郎、田中伊織、野口健司、奥沢栄助、安藤早太郎、新田革左衛門、葛山武八郎の墓
- 鐘楼 - 嘉永4年（1851年）再建。
- 中院 - 塔頭。文政12年（1829年）再建。洛陽三十三所観音霊場第28番札所。
- 特別養護老人ホーム 壬生老人ホーム - 1981年（昭和56年）開設。
- 一夜天神堂 - 一夜天満宮。嘉永5年（1852年）再建。東門内北側[7]にある。祭神は菅原道真であるが、六所明神（日吉十禅師、八幡神、熊野権現、稲荷神、祇園、天満宮）と金毘羅大権現も祀られている。洛陽天満宮二十五社順拝第4番札所。
- 宝篋印塔 - 一夜天神堂の左[7]にある。
- 表門 - 寛政11年（1799年）再建。

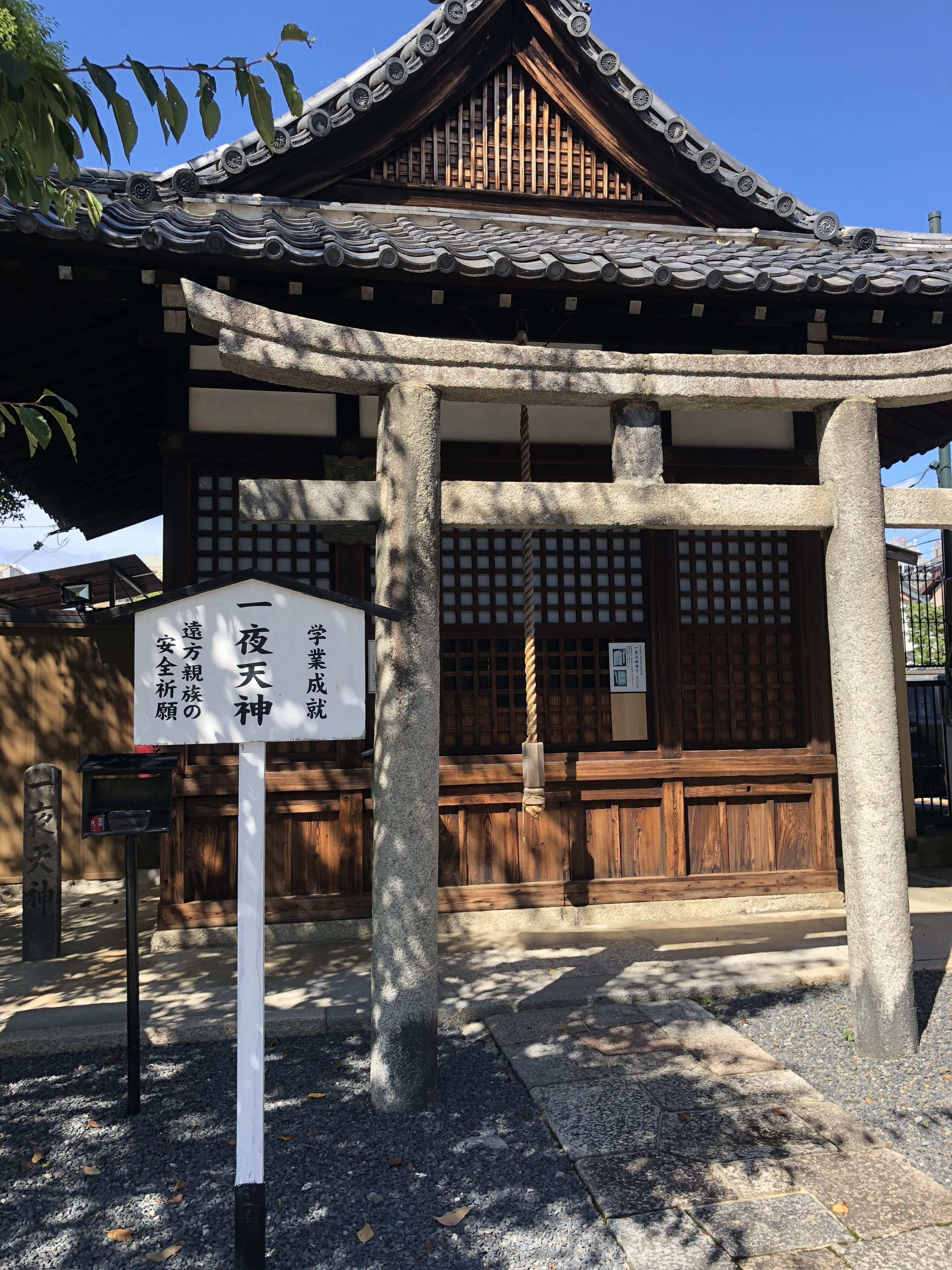
一夜天神
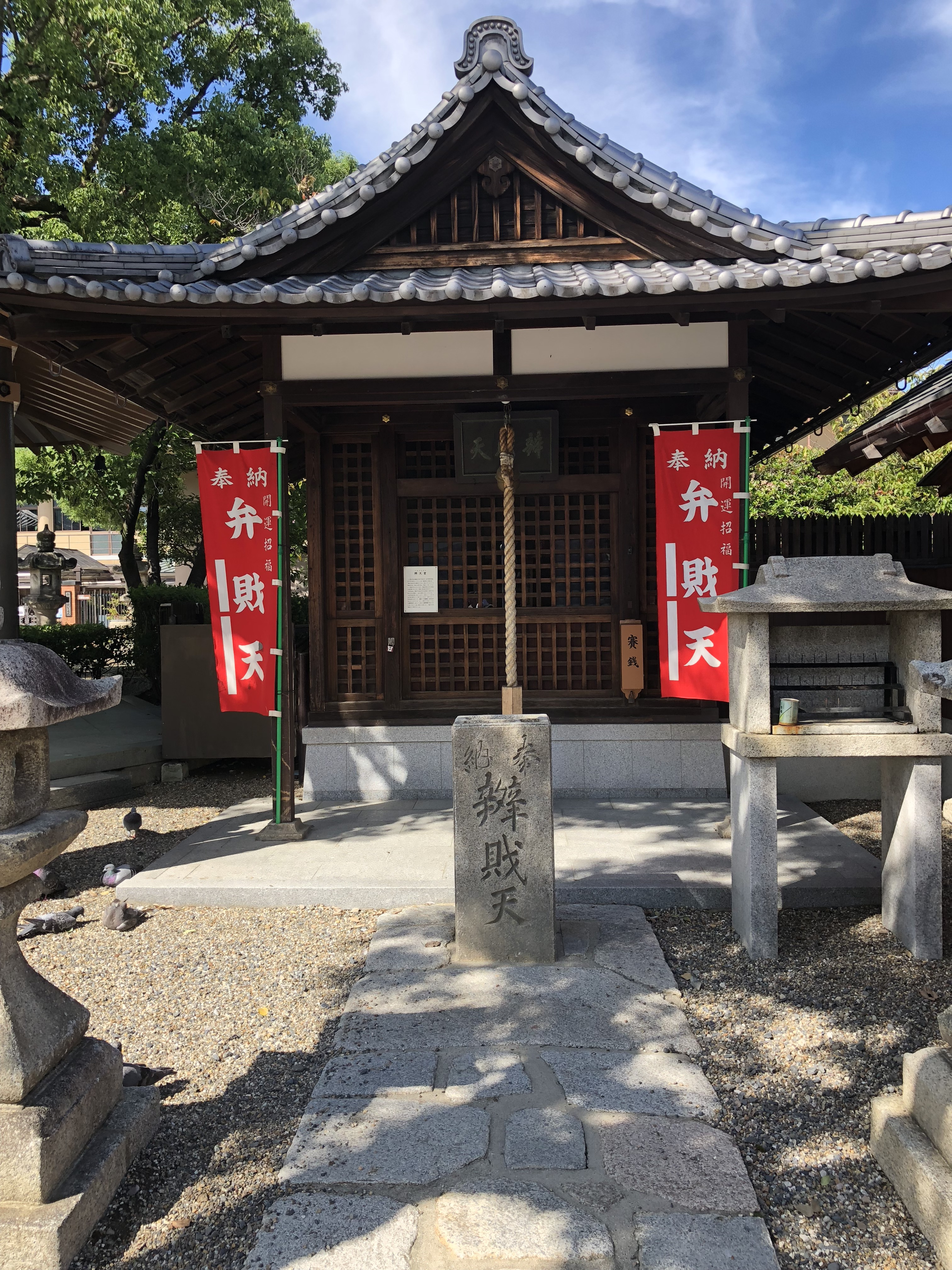
弁財天
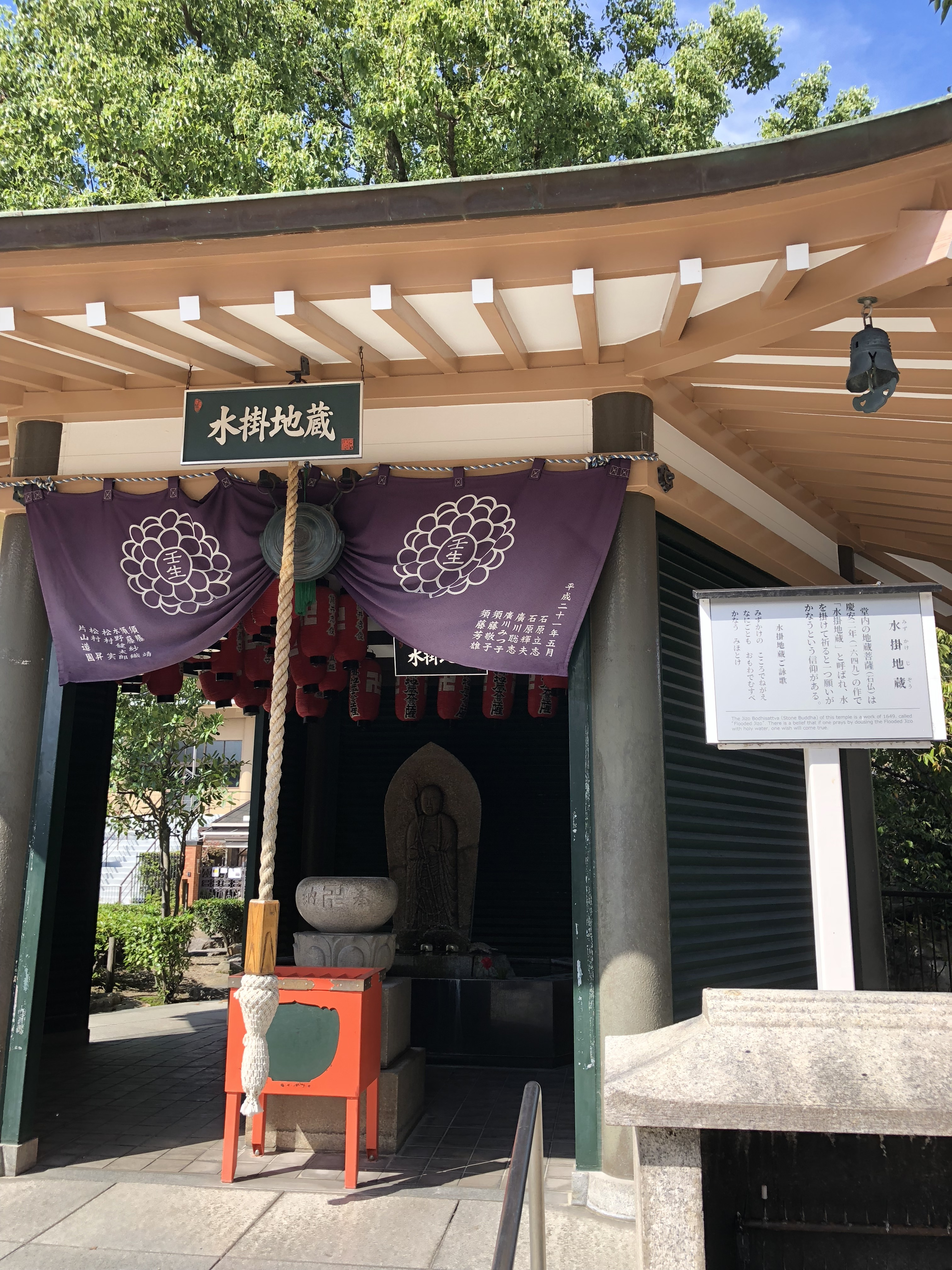
水掛地蔵

## 文化財

### 重要文化財
- 壬生寺大念仏堂（狂言舞台）（附：道具蔵、脇門、土塀2棟、棟札2枚）
- 木造地蔵菩薩立像 - 唐招提寺旧蔵、平安時代。
- 錫杖（しゃくじょう）
- 紙本墨画淡彩列仙図 長谷川等伯筆 六曲一双（左隻の一扇を欠く）

典拠：2000年（平成12年）までに指定の国宝・重要文化財については、『国宝・重要文化財大全 別巻』（所有者別総合目録・名称総索引・統計資料）（毎日新聞社、2000）による。

### 焼失した重要文化財
- 木造地蔵菩薩半跏像 - 旧本尊、鎌倉時代。
- 木造四天王立像 - 鎌倉時代。

以上3件は1962年（昭和37年）の火災で焼失した。

### 重要無形民俗文化財
- 壬生狂言
- 壬生六斎念仏踊り（指定名称は「京都の六斎念仏」）

### 京都市指定名勝
- 壬生寺庭園 - 1986年（昭和61年）6月2日指定。

## 行事
節分会
2月2日 - 4日
壬生狂言
毎年節分と春秋に演じられる無言劇。大念仏狂言（だいねんぶつきょうげん）とも呼ばれる。重要無形民俗文化財に指定されている。公開は2月の節分の当日と前日、4月29日から5月5日まで、及び10月の体育の日を含む3日間（年間12日間）。詳細は「壬生狂言」を参照
新撰組隊士等慰霊供養祭
7月16日
壬生六斎念仏踊り
年中行事として、かつては毎年8月9日の精霊迎え火、16日の精霊送り火、23日の地蔵盆に壬生寺で上演されていたが、現在は9日にのみ実施されている。重要無形民俗文化財。詳細は「壬生六斎念仏踊り」を参照
地蔵盆時の出開帳
壬生寺は、地蔵菩薩を本尊とする寺として、地蔵盆の際に地蔵の石仏を貸し出す、俗称「レンタル地蔵」を行っていることでも知られる。
京都でも新興住宅地などでは地域の地蔵がなく、地蔵盆が行えないことがある。この場合は宗教色を薄めた「夏祭り」とする所もあるが、地蔵を借りてきて地蔵盆を行うところもある。壬生寺の場合は、明治時代から京都各地の区画整理などに伴って祀れなくなった石仏が多数引き取られており、これを出開帳の形式をとって希望する各町に貸し出しているのである。

## 前後の札所
洛陽三十三所観音霊場
27 平等寺　-　28 壬生寺塔頭中院　-　29 福勝寺
京都十二薬師霊場
3 水薬師寺　-　4 壬生寺　-　5 地福寺
洛陽天満宮二十五社順拝
3 筑紫天満宮　-　4 一夜天満宮　-　5 神泉苑天満宮（廃社）

## アクセス
- 京都市営バス（3・8・11・13・特13・臨13・26・28・29・67・69・71・91・203系統）、京都バス（71・72・73・74・75系統）「壬生寺道」下車　徒歩で南へ約3分

- 阪急電鉄京都本線「大宮駅」、又は京福電気鉄道嵐山本線「四条大宮駅」から徒歩で約7分